# Союз (часть речи)
Сою́з — служебная часть речи, с помощью которой связывают между собой простые предложения в составе сложного или однородные члены предложения.
Не склоняется и не спрягается, и не является членом предложения. Выражает смысловые отношения между синтаксическими единицами.

## Разновидности
- По происхождению:
  - непроизводные,
  - производные.
- По употреблению:
  - одиночные,
  - повторяющиеся: и… и, да… да, ни… ни и другие.
- По составу:
  - простые,
  - сложные,
  - составные[1].

## Правописание
Раздельно пишутся союзы «так как», «как будто», «так что», «для того чтобы», «тогда как», «то есть» и другие.
Слитно пишутся союзы тоже, также, притом, причём, зато, чтобы (чтоб):
| Союзы                                                                | Другие части речи |
| -------------------------------------------------------------------- | --- |
| Тоже (=и)                                                            | То же (=то же самое) |
| Также (=и)                                                           | Так же = 1) как и кто-то (что-то):Он тихо присел, я сделал так же 2)как и раньше:Луна светила всё так же ярко Так же, как- всегда раздельно |
| Причём, притом (=в добавление к этому) Работа важная, причём срочная | 1. «При чём тут ты?» — «Ни при чём». 2. При том магазине есть кафетерий                                                                     |
| Зато (=но) Задача сложная, зато интересная                           | Спрячься за то дерево |
| Чтобы (чтоб) Чтобы рыбку съесть, нужно в воду лезть                  | Что бы ты мне посоветовал? В данном сочетании частицу бы можно перенести в другое место: Что ты посоветовал бы мне?                         |

3. Союзы «потому что», «оттого что», присоединяющие придаточную часть сложноподчинённого предложения, имеют значение причины
1) Я всегда с нетерпением жду лето, потому что люблю тепло
2) Река высохла, оттого что долго не было дождей.

## Классификация по значению
- сочинительные:
  - соединительные (и, да (= и), не только … но и, также, тоже, и … и, ни … ни, как … так и, сколько … столько и)
  - разделительные (или, или … или, либо, либо … либо, то … то, то ли … то ли, не то … не то)
  - противительные (а, да (= но), но, зато, однако, же, однако же, все же)
  - градационные (не только… но и, не столько… сколько, не то чтобы… а)
  - присоединительные (тоже, также, да и, и, притом, причём)
  - пояснительные (то есть, а именно)

- подчинительные:
  - изъяснительные (что, чтобы, как, …)
  - обстоятельственные
    - времени (когда, лишь, едва, …)
    - места (где, куда, откуда, …)
    - образа действия, меры, степени (столько, настолько, так, до такой степени, до того, такой, …)
    - сравнения (как, как будто, словно, будто, точно, как бы)
    - причины (так как, потому что, …)
    - условия (если, если бы, коли, ежели, если … то,…)
    - уступки (несмотря на то, что, хотя, хоть, пускай, …)
    - цели (чтобы, дабы, с тем чтобы, …)
    - следствия (так что)